# Iekaterina Ienina
Iekaterina Ienina (en russe : Екатерина Енина) est une joueuse de volley-ball russe née le 23 mai 1990. Elle mesure 1,82 m et joue au poste de passeuse. 

## Clubs
| Club            | De        | À         |
| --------------- | --------- | --------- |
| Iskra Samara-2  | 2005-2006 | 2006-2007 |
| Iskra Samara    | 2007-2008 | 2008-2009 |
| VK Voronej      | 2009-2010 | 2013-2014 |
| VK Primorotchka | 2014-2015 | 2014-2015 |
| VK Voronej      | 2015-2016 | 2015-2016 |
| VK Tioumen      | 2016-2017 | 2018-2019 |
| Indesit Lipetsk | 2019-2020 | …         |